# Gets Me Through
Gets Me Through è un singolo del cantante britannico Ozzy Osbourne, pubblicato nel 2001 ed estratto dall'album Down to Earth.

## Tracce
- CD

1. Gets Me Through – 5:04
2. No Place For Angels – 3:34
3. Alive – 4:54

## Video
Il videoclip della canzone è stato diretto da Jonas Akerlund.